# 盧森堡飲食
盧森堡位於日耳曼和拉丁國家之間，受到鄰近的法國、比利時和德國飲食的影響。最近盧森堡飲食受到很強的義大利和葡萄牙移民飲食的影響。盧森堡大多數日常簡單的飲食受德國飲食的影響，而較為複雜的菜餚則受到法國飲食的影響。

## 食品
盧森堡有許多美味佳餚。除了法式糕點和水果派之外，盧森堡還有Bretzel、Quetscheflued、zwetschge等具有地方特色的糕點。盧森堡特產的奶酪品種有Kachkéis和Cancoillotte。盧森堡當地河流捕捉到的魚蝦也經常被用在盧森堡菜餚當中。摩澤爾河小炸魚經常和白葡萄酒一起食用。盧森堡主要的肉食則包括Éisleker火腿。

## 葡萄酒和啤酒
盧森堡生產的葡萄酒多是干白葡萄酒和起泡葡萄酒，主要產地是摩澤爾河流域。盧森堡的葡萄酒釀造歷史可以追溯至羅馬時期。啤酒也是盧森堡相當受歡迎的飲料。盧森堡本地有三個啤酒廠。